# Campaea approximata
Campaea approximata är en fjärilsart som beskrevs av Barend J. Lempke 1951. Campaea approximata ingår i släktet Campaea och familjen mätare. Inga underarter finns listade i Catalogue of Life.